# تاخک
تاخک (به لاتین: Thakhek) یک شهر در لائوس است که در Thakhek District واقع شده‌است.

## خصوصیات
تاخک  ۸۵٬۰۰۰ نفر جمعیت دارد.